# ソニー・ラブ＝タンシ
ソニー・ラブ=タンシ（Sony Labou=Tansi、1947年7月5日 - 1995年6月14日) は、コンゴ共和国の小説家、劇作家。本名マルセル・ソニー(Marcel Sony)。『一つ半の生命』で世界的に注目される。

## 経歴
ベルギー領コンゴのキンワザ(現・キンシャサ)に生まれる。ブラザヴィル、ポワントノワールで教育を受け、英語、フランス語の教師や、科学研究省に勤める。1979年にフランス語で書いた小説『一つ半の生命』で注目され、第1回仏語圏フェスティヴァル特別賞を受賞。その後『恥ずべき状態』などの小説を執筆し、1983年『反人民』でブラック・アフリカ文学大賞受賞。またロカド・ズールー劇団を主宰し、『心臓の署名者』『血の括弧』などの劇を執筆。1995年にエイズのためブラザウィルで死去。

## 作品
『一つ半の生命』は、アフリカのカタマラナジー国という架空の国を舞台に、独裁者やゾンビなどといった奇怪な人物達による、国が滅亡するまでを描く神話的な作品。その序文では「絶望の不条理」について語ったものとされ、フランス語としては破格の文法、時制や単語が用いられ、発表後に『ル・マタン』紙などで注目された。

## 著作

### 小説
- 『一つ半の生命』La Vie et Demie, 1979年（樋口裕一訳、新評論、1992年）
- La Parenthèse de sang, 1981年
- 『恥ずべき状態』L'État honteux, 1981年
- 『反人民』L'anté-peuple, 1983年
- 『ロルサ・ロペスの七つの孤独』Les Sept Solitudes de Lorsa Lopez, 1985年
- 『火山の目』Les Yeux du volcan, 1988年
- Le Coup de vieux, 1988年
- 『苦悩の始まり』Le Commencement des douleurs, 1995年（樋口裕一・北川正訳、新評論、2000年）
- L'Autre Monde', 1997年

### 戯曲
- Moi, veuve de l'empire, 1987年
- Qui a mangé madame d'Avoine Bergotha, 1989年
- La Résurrection rouge et blanche de Roméo et Juliette, 1990年
- Une chouette petite vie bien osée, 1992年
- Théâtre complet, 1995年
- Antoine m'a vendu son destin, 1997年

### 詩
- Poèmes et vents lisses, 1995年